# Hirgigo
Hirgigo (Tigrinya ሕርጊጎ, arabisch حرقيقو, auch Arkiko, Archigo, Arqiqo, Hargigo, Harkiko, Dahano, Dokno oder Ercoco) ist eine Ortschaft in der Region nördliches Rotes Meer in Eritrea. Die Siedlung liegt auf dem Festland wenige Kilometer südlich der Hafenstadt Massaua.

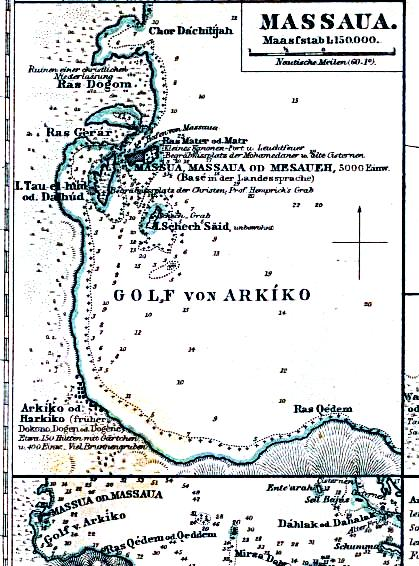
Kartenausschnitt von 1860 mit
"Golf von Arkiko" und Massaua

## Überblick
Hirgigo ist auch unter dem Namen Dahano bekannt, entweder aus dem Saho- oder Afar-Wort für „Elefant“. Richard Pankhurst erklärt diese Etymologie mit der Bedeutung des Elfenbeinhandels für Hirgigo.
In den Jahren 1826–48 (während der osmanischen Zeit, aber nicht die Phase unter de facto ägyptischen Herrschaft) wurden Teile Eritreas von dem Naib (oder Abgeordneten) von Hirgigo beherrscht. Nach einigen Quellen übte er zeitweise in Personalunion das Amt des Walī (regulärer Militärgouverneur) von Massaua aus, der heutigen Hauptstadt des Gebietes.
Die Stadt war Ort eines Massakers durch die Derg-Militärdiktatur in Äthiopien im Jahr 1975, während des Eritreischen Unabhängigkeitskrieges.
In der Stadt befindet sich das größte Kraftwerk Eritreas. Diese Einrichtung wurde während des Eritreischen Unabhängigkeitskrieges teilweise zerstört, später aber wieder vollständig repariert.

## Klima und Fauna
Die Region ist mutmaßlich einer der heißesten bewohnten Orte der Erde, mit Temperaturen, die den Großteil des Jahres weit über 40 °C ansteigen. Dies wird durch eine extrem geringe durchschnittliche Niederschlagsmenge von weniger als zwei Zentimetern verschärft.
Waren früher weite Teile der eritreischen Küste von Mangrovenwäldern bedeckt, so sind diese heute durch Überweidung, Schlagen von Feuer- und Bauholz für Häuser und Schiffe, zerstört.
Heute werden in Hirgigo Mangrovenbäume mit Hilfe von kostengünstigen, langsamen Düngerpackungen aus Stickstoff, Phosphor und Eisen, künstlich angepflanzt. Dies ermöglicht Pflanzenwachstum in Gebieten, die bisher von Bäumen nicht besiedelt waren. Das Projekt wird vom eritreischen Fischereiministerium unterstützt, in der Hoffnung, die Mangrovenküstenlinie wiederherzustellen. Auf diese Weise soll die Anzahl der Viehbestände, der Fische und der Meeresfrüchte erhöht werden.